# Juan T’Kint de Roodenbeke
Juan Graf t’Kint de Roodenbeeke (ur. 1 kwietnia 1934 w Uccle, zm. 13 września 2013 w zamku Ooidonk w Deinze) – wieloletni prezes i honorowy prezes Europejskiej Wspólnoty Historycznych Strzelców, samorządowiec, działacz społeczny, organizator pomocy dla osób niepełnosprawnych w Polsce i na Ukrainie.
Pochodził z flamandzkiej rodziny arystokratycznej. Był najstarszym z czwórki dzieci hrabiego Henryka II t’Kint de Roodenbeke i Marie-Louise Houtart. Po ukończeniu studiów ekonomicznych i odbyciu służby wojskowej pracował w branży ubezpieczeniowej, a następnie jako sekretarz gabinetu ministra transportu. Później przez 20 lat był PR-owcem w IBM. Równocześnie angażował się w pracę samorządową. W latach 1965–1977 był burmistrzem Bachte-Maria-Leerne, a latach 1977–1989 radnym miejskim w Deinze. Był także założycielem i prezesem Zakładu Pracy Chronionej Demival.
W latach 1993–2006 sprawował funkcję prezydenta ESG (Europejskiej Wspólnoty Historycznych Strzelców). Za jego kadencji statut EGS został gruntownie zmieniony, przyjęty na Europejskim Festiwalu Strzelectwa w 1994 roku w Medebach, a następnie zarejestrowany w Eindhoven.W 1998 r. powstała w strukturach EGS organizacja społeczna, za pomocą której darowizny zbierane na festiwalach strzeleckich były przekazywane dla instytucji charytatywnych.
Jako pierwsza taką pomoc uzyskała Fundacja im. Brata Alberta, która dzięki kwotom zebranym w 1998 r. na festiwalu w Krakowie mogła w Schronisku dla Niepełnosprawnych w Radwanowicach wybudować nowy dom dla pensjonariuszy. W 2000 r. dom ten został oddany do użytku W tym samym roku pomoc została przekazana organizacjom opiekującymi się ukraińskimi dziećmi dotkniętych katastrofą elektrowni atomowej w Czarnobylu. W 2003 r. pomoc ponownie przekazano Fundacji im. Brata Alberta na instalację okien izolacyjnych w jej obiektach. W 2006 r. na festiwalu w Bernheze zebrano darowizny na rzecz placówki dla osób ze sprzężoną niepełnosprawnością.
Graf t’Kint pracował również w innych organizacjach społecznych i charytatywnych. Był członkiem m.in. Zakonu Rycerskiego Grobu Bożego w Jerozolimie i Suwerennego Zakonu Maltańskiego. Żonaty, czworo dzieci. Pochowany w rodzinnej krypcie w Deize.

## Odznaczenia
- Krzyż Oficerski Orderu Leopolda
- Krzyż Oficerski Orderu Korony
- Order Zasługi Adolfa Nassauskiego
- Komandor Zakonu Grobu Świętego w Jerozolimie
- Order Zasługi Zakonu Maltańskiego
- Medal Świętego Brata Alberta (2006)[5]